# Les Cotonniers de Bassalane
Les Cotonniers de Bassalane est un roman de Michèle Perrein paru le 19 septembre 1984 aux éditions Grasset et ayant reçu le prix Interallié la même année.

## Résumé
Marthe vit seule sur l'île de Bassalane, au fond du bassin d'Arcachon, au milieu des pêcheurs et des locaux. Divorcée d'Alexis, un avocat parisien avec qui elle a eu un fils Julien qui fait ses études à Paris, elle vient de perdre son ami Vania et partage son temps entre les balades au bord de l’eau, la pêche et les allers-retours auprès de ses compagnons Martin-Gahus et Martin-Pêcheur, qu'elle nomme ainsi pour les différencier. Plane la possible vente du domaine aux promoteurs qui souhaitent transformer le bord du bassin en lieu de tourisme bétonné. Marthe tente alors de protéger sa terre de nature, remplie de faune et de flore qu'elle aime tant.

## Éditions
- Les Cotonniers de Bassalane, Éditions Grasset, 1984  (ISBN 2246311411).